# Паоло Валері
Паоло Валері — футбольний суддя.

## Кар'єра
Народився в Римі, почав судити матчі з 1994 року у нижчих лігах.
Дебютував арбітражем у Еччеленці в листопаді 1999 року, де провів два роки після чого у сезоні 2001/02 почав обслуговувати матчі Серії D. Тут Валері працював протягом трьох років, і 2004 знову отримав підвищення і став працювати у Серії C. У 2005 році був нагороджений званням найкращого молодого арбітра в Серії С2. Після цього протягом трьох років обслужив 35 матчів у Серії С1 (в тому числі фінал плей-оф 2007 року «Піза»-«Монца»).
У Серії B перший матч провів 1 вересня 2007 року у зустрічі «Піза»-«Фрозіноне» (0:1), а вже 23 грудня того ж року дебютував у вищому дивізіоні в матчі «Удінезе»-«Емполі» (2:2). В кінці сезону був названий найкращим рефері-дебютантом в Серії А.
Починаючи з 1 січня 2011 року є міжнародним арбітром ФІФА.
По закінченні сезону 2010/11 був удостоєний престижною Премією Джованні Мауро, що вручається італійському рефері.
На міжнародній арені дебютував 29 лютого 2012 року в поєдинку між національними збірними Австрії і Фінляндії.
У липні 2012 року обраний УЄФА серед шести арбітрів на чемпіонат Європи серед юнаків до 19 в Естонії, де обслужив два матчі групового етапу.
22 листопада 2012 року вперше судив матч на груповому етапі Ліги Європи в рамках п'ятого туру між швейцарським «Базелем» і португальським  «Спортінгом».
У травні 2014 року був призначений як додатковий арбітр на фінал Кубка Італії між Фіорентиною і Наполі
19 липня 2014 року отримав нагороду найкращого арбітра сезону 2013/14.
22 грудня 2014 року вперше в кар'єрі був головним арбітром Суперкубка Італії, в якому зустрілись Ювентус та Наполі в Дос, Катар.
До кінця сезону 2016/17 Валері обслужив 143 матчі в Серії А, включаючи три «класичних дербі» «Ювентус»-«Інтернаціонале» в сезоні 2010/11,2015/16 та 2017/18, сицилійське дербі «Палермо»-«Катанія» в сезоні 2010/11, міланське дербі в сезоні 2012/13, двічі генуезьке дербі у сезоні 2013/14 і 201/16, а також туринське дербі у сезоні 2016/17 і матч «Мілан»-«Ювентус» в сезоні 2017/18.
У квітні 2018 року він був обраний в якості одного з тринадцяти відеоасистентів арбітрів, що візьмуть участь у обслуговуванні матчів чемпіонату світу 2018 року